# Thyene yuxiensis
Thyene yuxiensis là một loài nhện trong họ Salticidae.
Loài này thuộc chi Thyene. Thyene yuxiensis được Xie & Peng miêu tả năm 1995.